# Nina Škottová
Nina Škottová (n. 6 octombrie 1946, Prostějov⁠(d), regiunea Olomouc, Cehia – d. 28 aprilie 2018, Bedihošť⁠(d), regiunea Olomouc, Cehia) a fost o politiciană cehă, membru al Parlamentului European în perioada 2004-2009 din partea Cehiei.